# 己斐城
己斐城（こいじょう）は、広島県広島市西区己斐上四丁目にあった鎌倉時代中期から戦国時代の日本の城（山城）。

## 概要
厳島神社の神領衆である己斐氏によって、茶臼山（通称、小茶臼）に築城された山城である。城の南側が大手、北側が搦手であり、山頂に本丸、二の丸、空堀があった。
己斐城は己斐新城、平原城とも呼ばれ、この南約1.5kmにある己斐古城（岩原城）と区別される。

## 歴史
1515年、銀山城主・武田元繁が己斐豊後守師道入道宗端を攻撃し、数か月にわたり包囲するが落城には至らなかった。己斐宗端は1517年の有田合戦で武田元繁陣営として毛利元就勢と戦い討死した。
宗端の子、己斐豊後守直之の時、1554年の折敷畑の戦いの前に草津城などとともに毛利元就に攻撃され、落城した（防芸引分）。直之は、翌年の厳島の戦いで毛利方の宮尾城の城将として戦い、合戦後に隠居した。
その後、直之の弟、己斐利右衛門興員が城主となった。
関ヶ原の戦い後、毛利氏が防長に転封されるとともに廃城となった。

## 現在
山頂付近には城跡を示す石碑や案内板があり、本丸、二の丸、南郭などの遺構にはそれを示す石柱が設置されている。